# 人体简史
《人体简史：你的身体30亿岁了》（英語：The Body: A Guide for Occupants）是美国裔英国作家比爾·布萊森创作的一本科普图书，2019年出版，是《万物简史》之后的第二部科普作品。